# Une enfant du siècle
Une enfant du siècle är det fjärde studioalbumet från den franska sångerskan Alizée. Det släpptes den 29 mars 2010. Albumet är inspirerat av, och skildrar, Edie Sedgwicks liv. En singel med titeln "Les Collines (Never Leave You)" släpptes en vecka innan albumet kom ut.

## Låtlista
1. Eden, Eden - 4:22
2. Grand Central - 3:24
3. Limelight - 5:09
4. La candida - 2:14
5. Les Collines (Never Leave You) - 3:43
6. 14 décembre - 3:18
7. À cœur fendre - 3:07
8. Factory Girl - 4:11
9. Une fille difficile - 3:41
10. Mes fantômes - 3:16

## Listplaceringar
| Lista (2010) | Topplacering |
| ------------ | ------------ |
| Belgien      | 60           |
| Frankrike    | 24           |
| Mexiko       | 22           |